# C'est disco
C'est disco è il primo album in studio del gruppo italiano Rats.

## Il disco
Esce nel 1981 per la Italian Records ed è un disco fortemente ispirato alla scena wave e dark di quel periodo].
Nel 2014 il disco viene ristampato in versione vinile con l'aggiunta di un CD bonus con inciso l'album completo più la canzone Tattoo, inizialmente scartata dalla tracklist dell'album e inserita in una compilation.
La formazione del gruppo vedeva alla voce la cantante Claudia Lloyd, ed alla chitarra l'unico membro poi presente nella più nota versione attiva fra la fine degli anni 80-90, Wilko Zanni, che nel disco successivo prenderà il posto di Claudia Lloyd alla voce.

## Tracce
LP (1981, 2014)
1. Nazi - 4:41
2. Skizo - 2:25
3. La bimba - 3:58
4. Please - 3:16
5. C'est disco - 5:11
6. Limbo - 0:44
7. Spacciatori - 1:14
8. Off - 4:16
9. Pill - 2:46

CD (2014)
1. Nazi - 4:41
2. Skizo - 2:25
3. La bimba - 3:58
4. Please - 3:16
5. C'est disco - 5:11
6. Limbo - 0:44
7. Spacciatori - 1:14
8. Off - 4:16
9. Pill - 2:46
10. Tattoo - 4:16

## Formazione
- Claudia Lloyd - voce
- Wilko - chitarra
- Frenz - basso
- Leo - batteria